# Abisynia (Turzyn)
Abisynia – część wsi Turzyn w Polsce położona w województwie kujawsko-pomorskim, w powiecie nakielskim, w gminie Kcynia.
W latach 1975–1998 miejscowość położona była w województwie bydgoskim.